# Château de Villers-Cotterêts
Le château de Villers-Cotterêts est construit au XVIe siècle par François Ier. Il est classé au titre des monuments historiques en 1997 et est propriété de l'État.
Depuis le 1er novembre 2023, le site accueille la Cité internationale de la langue française.

## Localisation
Le château est situé dans la commune de Villers-Cotterêts, dans le département de l'Aisne et à la lisière de la forêt de Retz.

## Historique

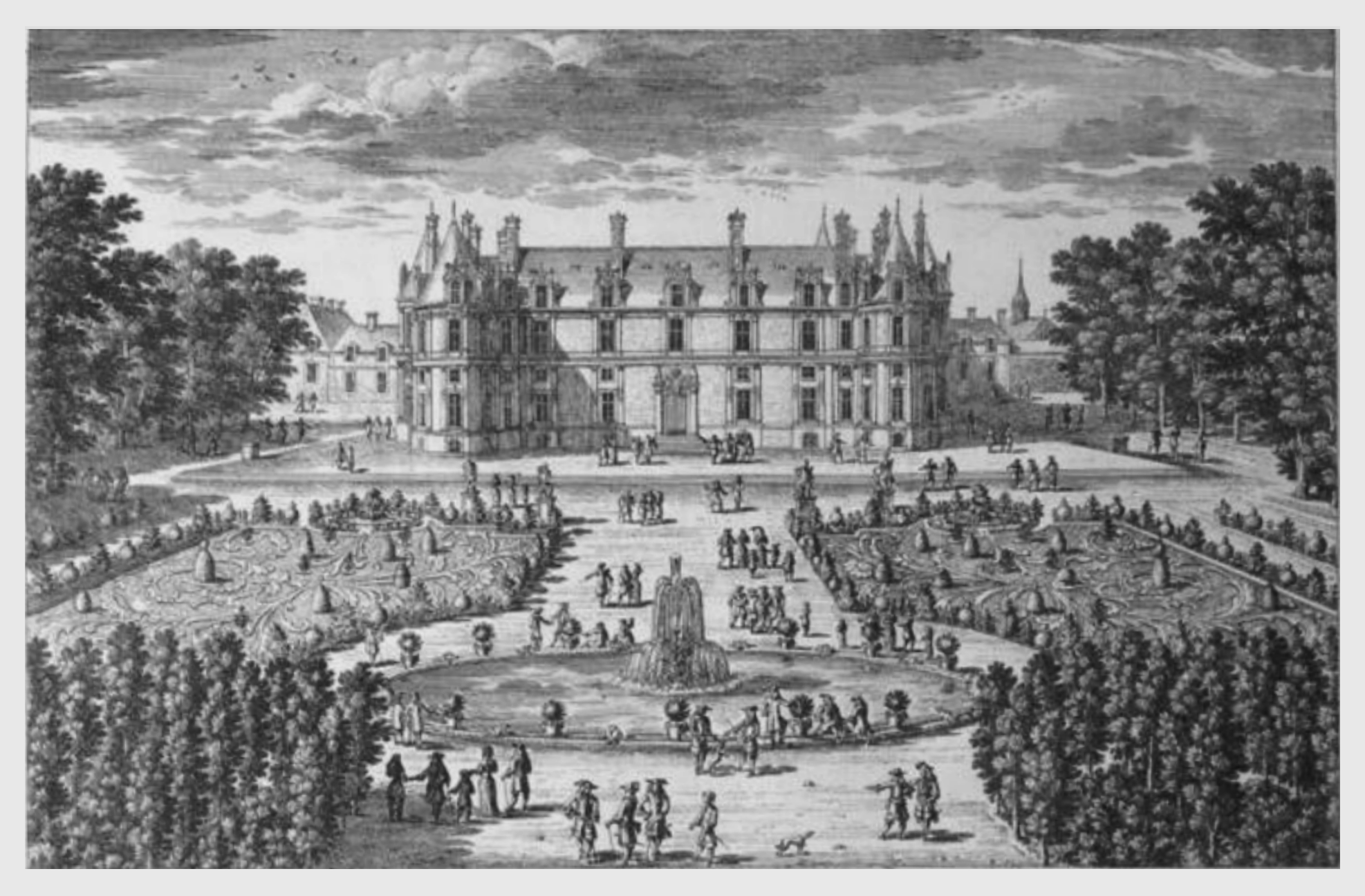
Adam Pérelle - Château de Villers-Cotterêts face nord, 1670.

### Un château royal de la Renaissance
En 1528, après son retour de captivité de Madrid, François Ier décide de séjourner principalement à Paris et dans l’Île-de-France. Parmi les sites où le roi se propose de résider figure le château médiéval de La Malmaison, à Villers-Cotterêts, qu’il possède depuis 1498 et qui le séduit par sa forêt giboyeuse.
La construction d’un logis royal est décidée entre 1528 et 1532 et confiée aux maîtres maçons parisiens Jacques Lebreton et Guillaume Lebreton. À Villers-Cotterêts, comme à Saint-Germain-en-Laye et Fontainebleau, subsistaient quelques corps de logis, murs et fondations d’un château médiéval ruiné par la guerre de Cent Ans, qui seront aménagés puis intégrés dans les nouveaux bâtiments, d’où une certaine dissymétrie dans le plan du logis royal.
La construction, financée par des ventes de bois, couvre approximativement les règnes de François I et Henri II, mais connaît son rythme le plus soutenu entre 1532 et 1540. À l'issue de cette période, les bâtiments principaux sont achevés et c’est au cours d’un long séjour que François I y signera, en août 1539, l’ordonnance dite de Villers-Cotterêts.
En 1558, Henri II y signe les lois de l'Auld Alliance, traité d'alliance entre les royaumes de France, d'Écosse et de Norvège contre le royaume d'Angleterre. En 1559, le château fait partie du douaire de la reine de France Catherine de Médicis, veuve d'Henri II.

### Les Orléans

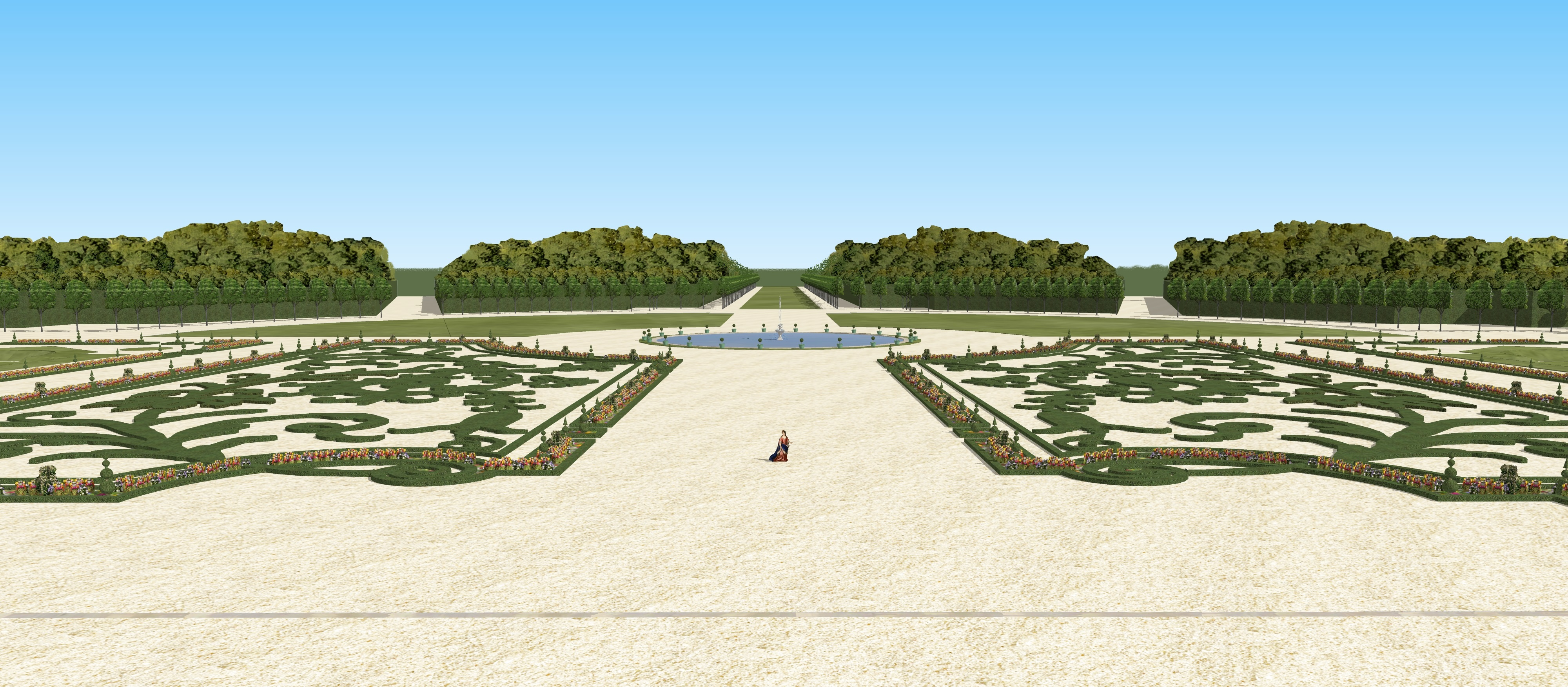
Restitution de la vue sur le grand parterre du château de Villers-Cotterêts au XVIIe siècle.

En 1661, Louis XIV confie en apanage le Valois à son frère Philippe d'Orléans. Après sa première représentation à Versailles devant le Roi le 12 mai 1664, la pièce Tartuffe de Molière est à nouveau présentée à Monsieur le 25 septembre 1664 au château de Villers-Cotterêts. La troupe de Molière donna aussi La Thébaïde de Racine et Sertorius de Corneille. Le 18 octobre 1722, le roi Louis XV, en route vers son sacre à Reims, dort au château. De grandes fêtes y sont données dans le cadre des célébrations du sacre. En 1771, Philippe Egalité, grand maître de la première Grande Loge de France, qui, en 1773, devient le Grand Orient de France, y est exilé.

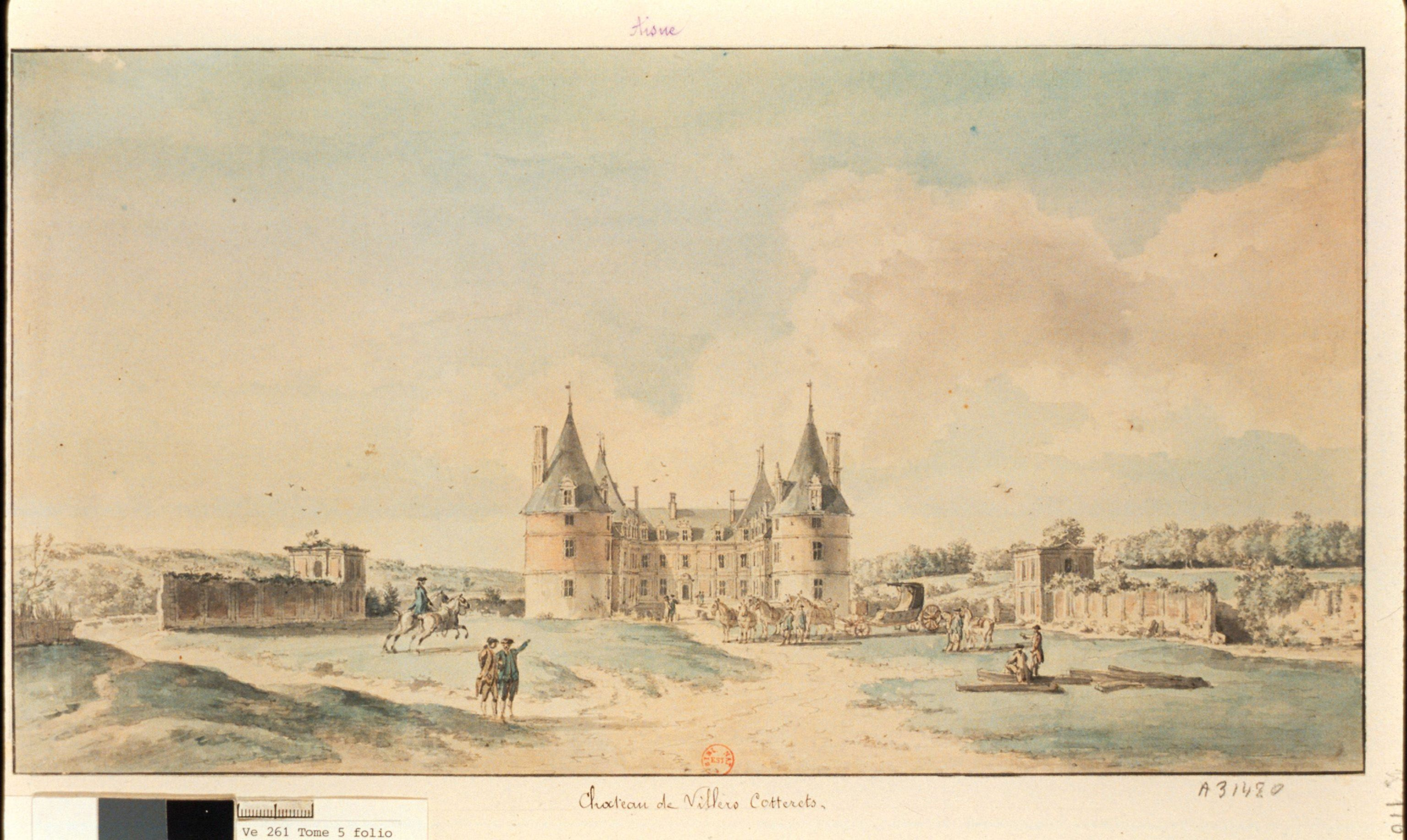
Le château au XVIIIe siècle, aquarelle de Tavernier de Jonquières.

On accède maintenant au château par la cour des Offices, en empruntant un passage dont la voûte de brique est compartimentée par des nervures de pierre reposant sur des consoles ornées de têtes d’anges et de feuillages.

### Dépôt de mendicité puis maison de retraite
Lors de la Révolution, le château devient une caserne de l'armée républicaine, puis, à la suite d'un décret signé par Bonaparte le 17 mai 1804, un dépôt de mendicité. Le château, mi-prison, mi-hospice, accueille un millier de mendiants, de délinquants, de vieillards ramassés dans les rues parisiennes. 
En 1889, il est transformé en maison de retraite, fonction qu’il conserve jusqu’en 2014. Depuis, l’édifice est laissé à l'abandon, il est fermé au public, l’escalier d’honneur à caissons, la chapelle et l’escalier du roi ayant été jugés dangereux.

## Description

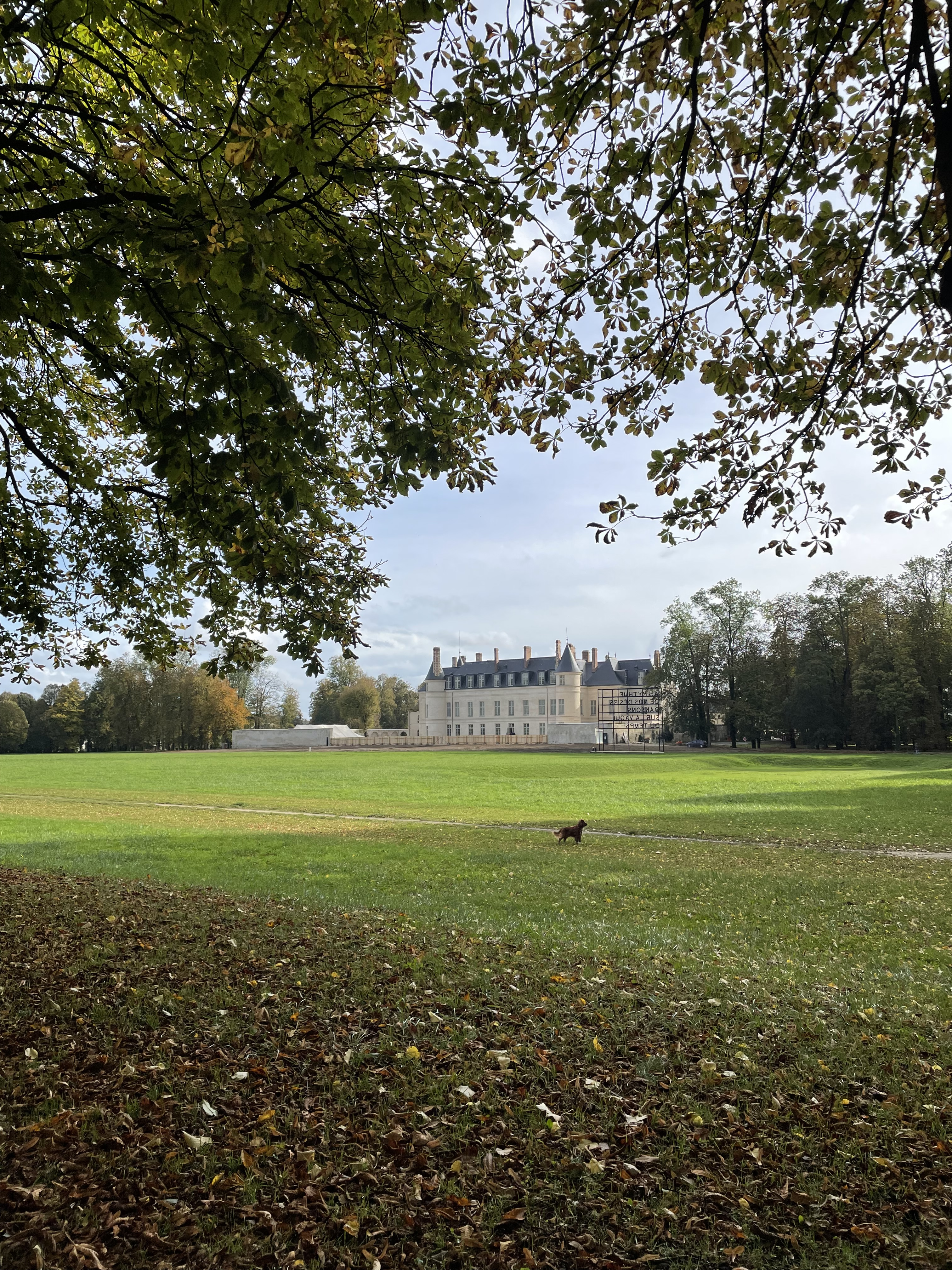
Vue du château de Villers-Cotterêts depuis l'orée de la forêt de Retz.

Bien que remanié au fil des siècles, le château a conservé son plan d’origine. La cour est encadrée de deux longues ailes, les anciens communs. Au fond se situe le logis royal dont la façade présente une innovation majeure à l’époque de son édification, avec l’emploi de deux ordres superposés : piliers ioniques surmontés de colonnes corinthiennes soutenant une suite de consoles feuillagées et une loggia dallée dont les niches devaient, à l’origine, abriter des statues. 
Au-dessus de cette loggia se trouve un portrait de François Ier portant le grand collier de l’Ordre de Saint-Michel. De longues et étroites fenêtres géminées, couronnées de coquilles soutenues par des putti, complètent l’architecture de cette façade de pur style Renaissance.
Un passage voûté, à caissons sculptés, donne accès à la cour centrale du logis, abritant à la Renaissance un jeu de paume.

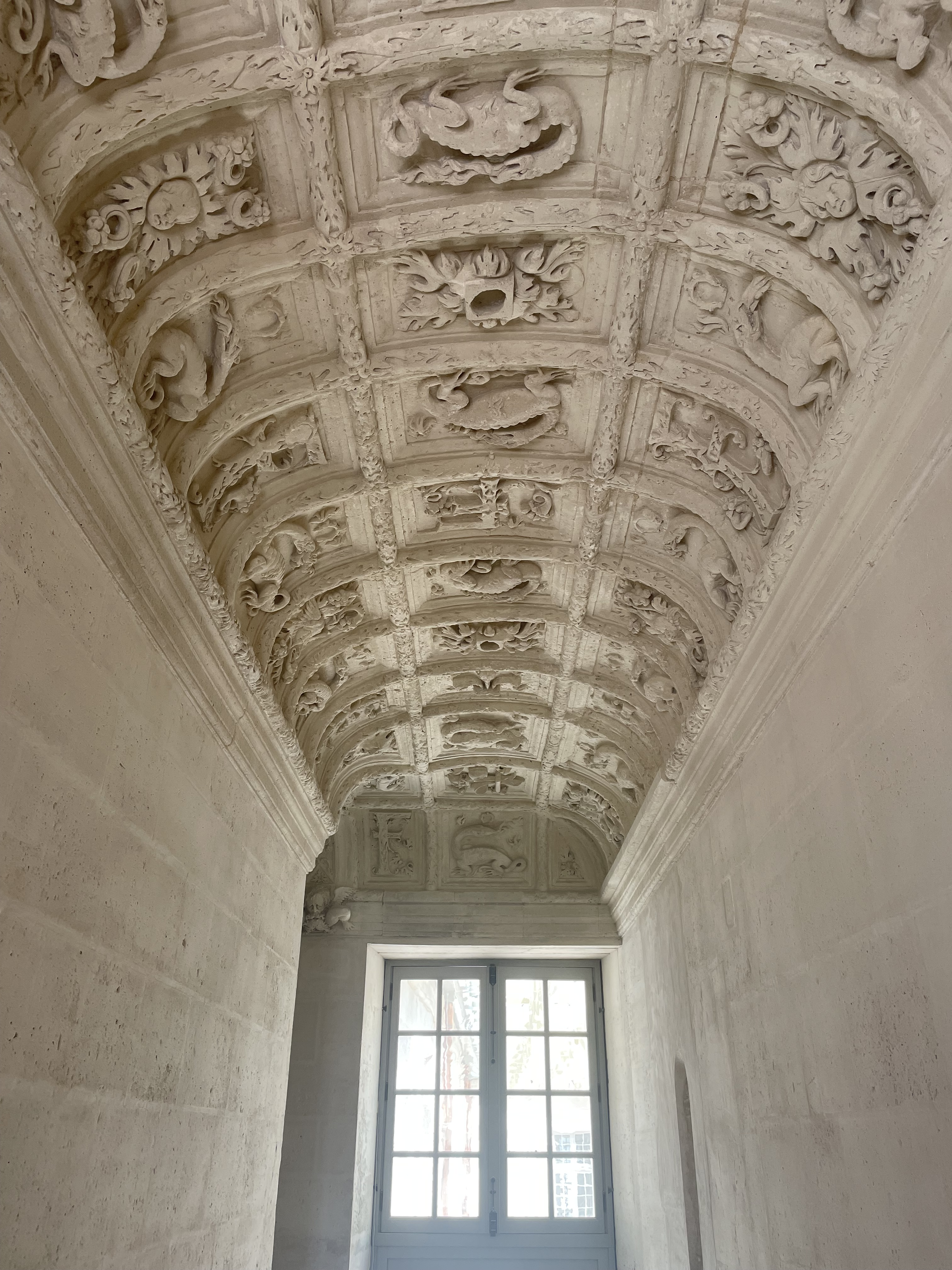
Escalier du Roi du château de Villers-Cotterêts, après restauration.

Un grand escalier droit, dit du Roi, permet d’accéder à l’étage noble et à la chapelle. Il est couvert d’une voûte en anse de panier, ornée de trois rangées de caissons sculptés de salamandres, de feuillages, de fleurs de lys, de masques feuillus et du chiffre de François Ier.

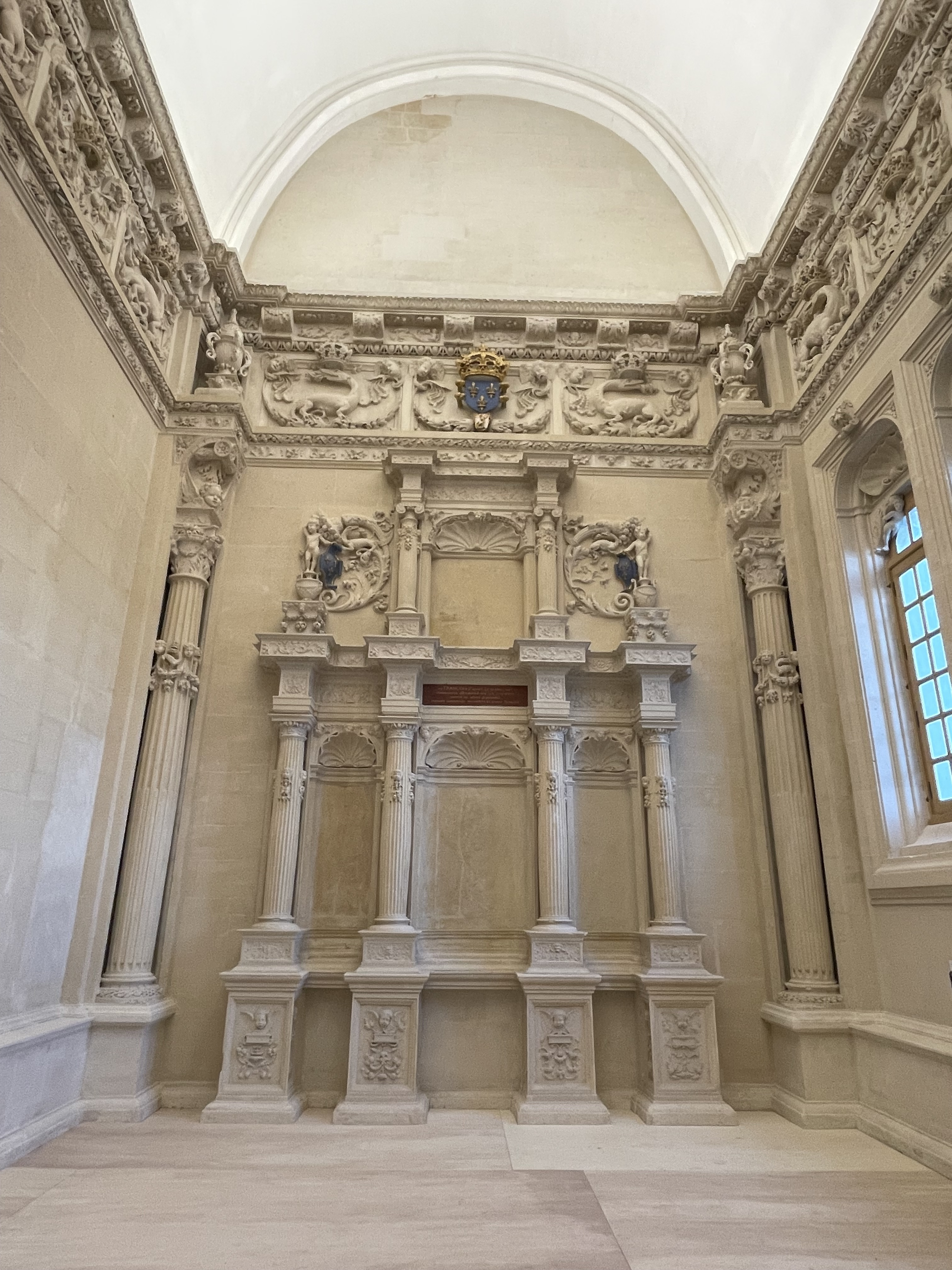
Chapelle royale du château de Villers-Cotterêts restaurée (mars 2022).

On pénètre aujourd’hui dans la chapelle par un couloir créé entre 1762 et 1768. Elle a conservé une superbe frise en haut-relief, composée régulièrement de suites de trois panneaux, qui se déroule autour de la pièce : écu royal avec les trois fleurs de lys et le collier de l’Ordre de Saint-Michel surmonté de la couronne impériale, jouxté de salamandres et F feuillagés ou fleurs de lys couronnés, encadrés de salamandres elles-mêmes couronnées.

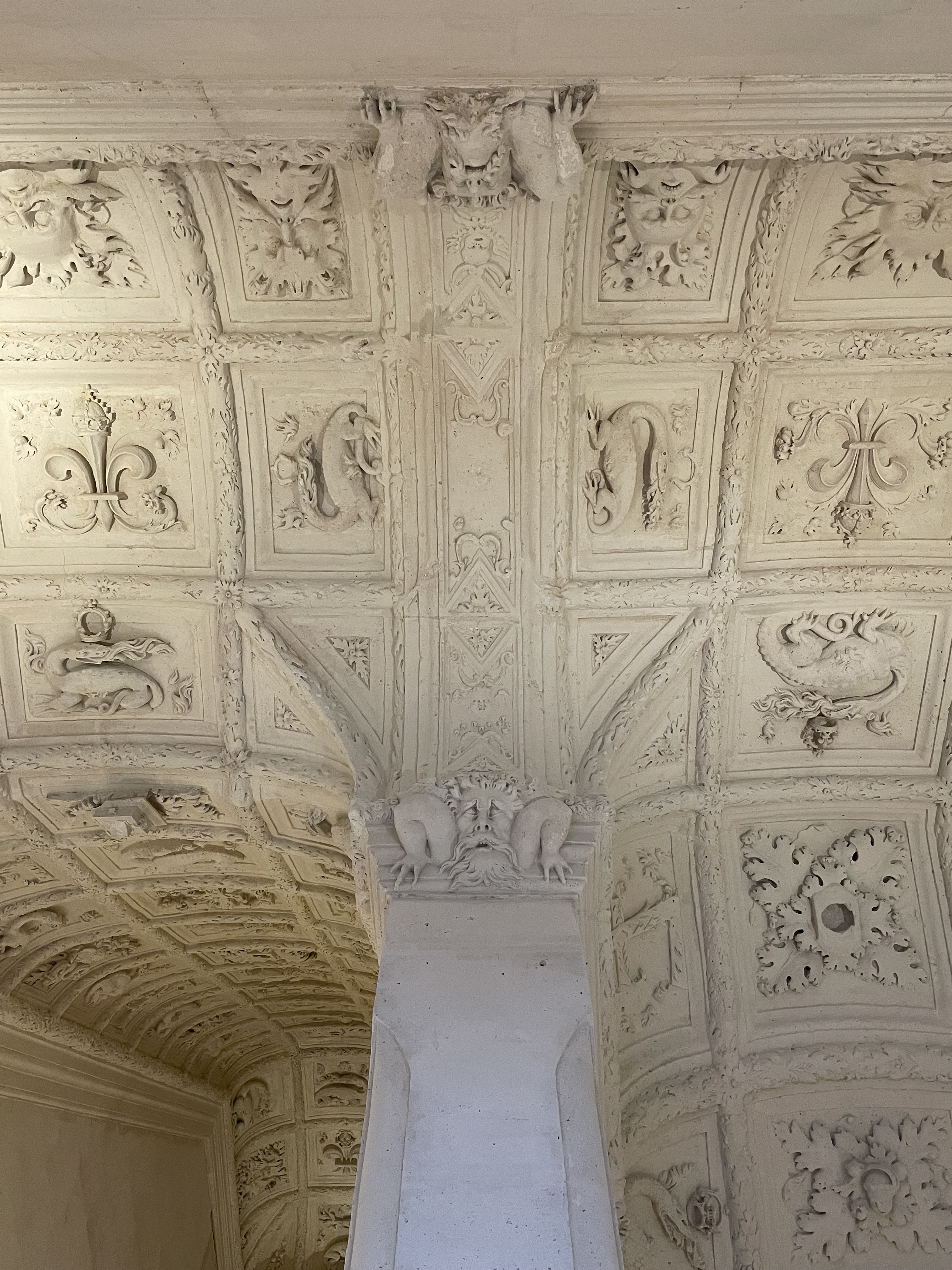
Détail de l'escalier du Roi du château de Villers-Cotterêts (mars 2022).

Quatre colonnes, dont deux d’angle, divisent chacun des murs latéraux en trois travées inégales tandis qu’un retable occupe la paroi orientale : au-dessus d’un haut piédestal s’élève un ordre dorique très orné que domine un second niveau d'ordre ionique. Le décor de la chapelle présente une indéniable influence italienne : guirlandes, rubans, têtes de putti ailées, bucranes, têtes de feuilles, cornes d'abondance, grenades...
Quittant la chapelle, on découvre, à droite, le petit escalier droit ou escalier de la Reine. Sa voûte se pare de caissons ornés de scènes d'inspiration mythologique : Hercule terrassant le lion de Némée, Vénus désarmant l'Amour ou encore duel musical d'Apollon et de Marsyas.
En faisant le tour du château par l'extérieur, on remarque le pignon ouest du pavillon de l'Auditoire, orné des initiales de Henri II et Catherine de Médicis (HK) et de croissants entrelacés, les cheminées du logis (F, salamandre et fleur de lys) ainsi que les tourelles cylindriques des façades nord et est du logis.

## Cité internationale de la langue française

### Restauration

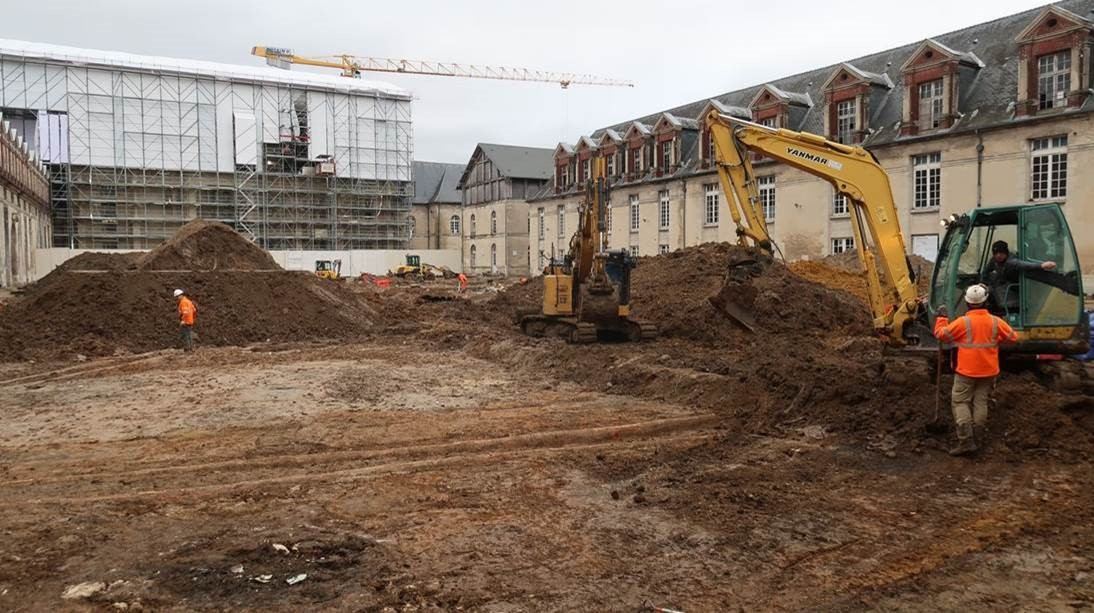
Chantier de restauration du château de Villers-Cotterêts, cour des offices, 2021.

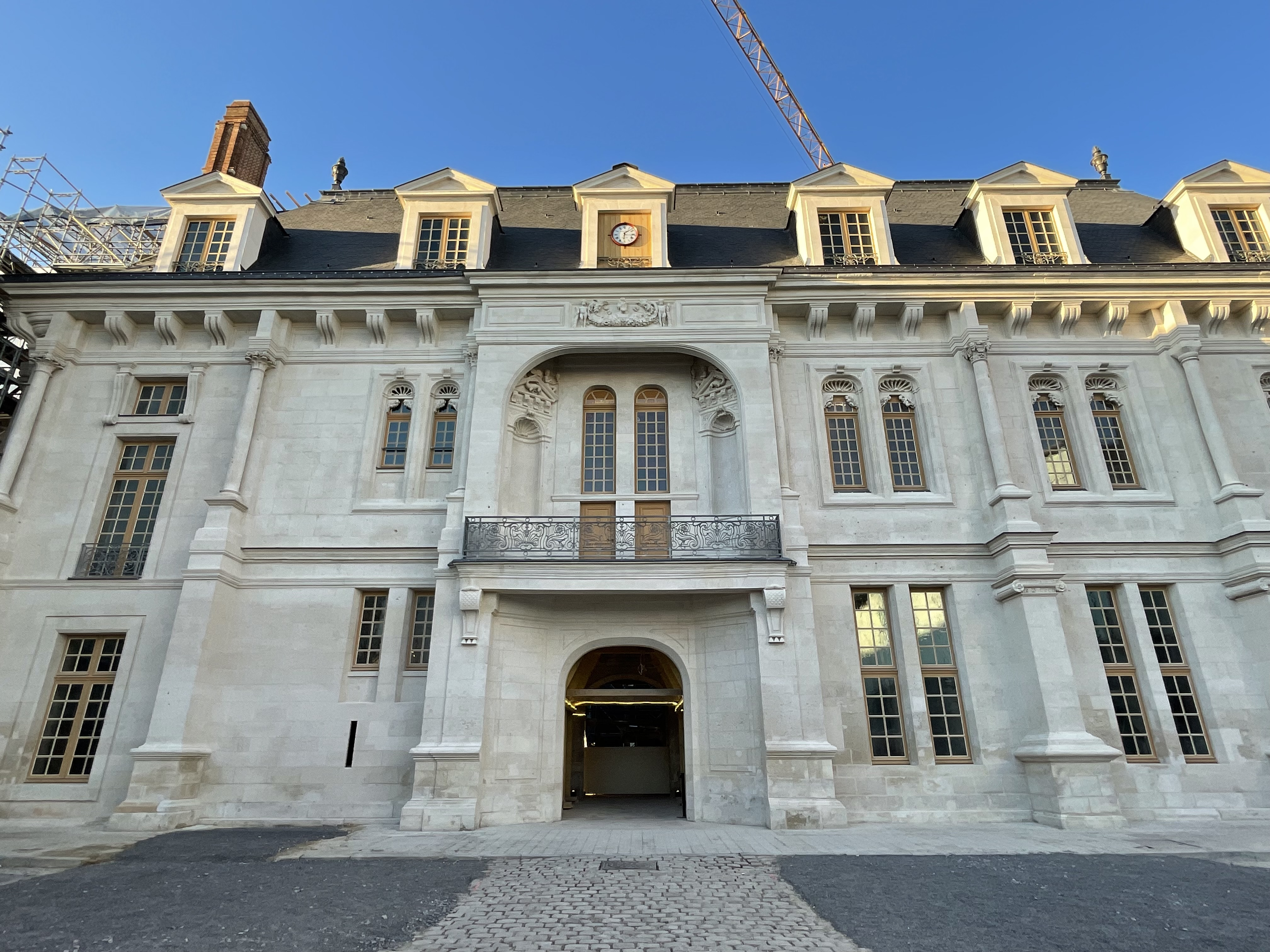
Logis royal du château de Villers-Cotterêts en cours de restauration (mars 2022).

En 2017, l'État lance un appel à idées pour l'avenir du monument. 
En 2018, le président de la République Emmanuel Macron décide d'en faire une Cité internationale de la langue française. Le projet est confié au Centre des monuments nationaux. Le chantier débute en 2020. Plus de 210 millions d'euros sont investis dans le projet (le deuxième plus gros chantier culturel du président Macron après Notre-Dame de Paris),. 
En 2022, le château est classé domaine national par décret en Conseil d’État,.

### Fouilles
(janvier 2024).
Contrairement à ce qui se pratique ordinairement dans un chantier de fouilles on commence soit par une aile ou une autre partie, celui-ci fut réalisé dans son intégralité, en une campagne, de mai 2020 à mars 2023, s'étendant des sous-sols aux plafonds soit : 1,5 ha, et 23 000 mètres carrés.
Les archéologues eurent le bonheur de retrouver à leur grand étonnement les niveaux anciens dont le pavage glaçuré de deux salles, ainsi que le pavage représentant des scènes de chasse : cerf atteint d'une flèche et cavalier sonnant du cor, retrouvés dans l'aile nord du logis royal, ainsi qu'une partie des murs médiévaux, certains atteignant 12 mètres de haut. Installé à la fin du Moyen Âge, le système d'écorcherie pour satisfaire aux plaisirs de la chasse est toujours en place.
Parmi les découvertes il faut signaler au sein d'une poche de charbon dans la grande salle du logis nord deux objets du XVe siècle une cuillère en bronze, ornée d'un poinçon en forme de couronne et de fleur de lys, ainsi que la matrice d'un sceau de 3 cm, représentant saint Georges terrassant le dragon, appartenant au prieur de Villiers-les-Moines dont le monastère est situé à 1 km à vol d'oiseau et qui exerçait peut être le rôle de chapelain au château.

### Inauguration
La cité devait être inaugurée le 19 octobre 2023, au terme d'une campagne de restauration de plus de cinq ans. Le 17 octobre 2023, l'ouverture est repoussée au 1er novembre 2023 à la suite de l'assassinat du professeur Dominique Bernard (ses obsèques ayant lieu le même jour et le président Emmanuel Macron y assistant). Finalement, l'inauguration a lieu le 30 octobre 2023.